# 재작성
수학, 컴퓨터 과학 및 논리학에서 재작성은 다양한 부분을 다루고 있다. (특별히 비결정적인 부분에서 중요하다) 이는 부분식을 다른 항으로 교체하여 이루어진다. 재작성 시스템에서 다루는 것은 물체들의 집합과 그들 간의 관계 및 변환이다.
재작성은 비결정적일 수 있다. 한 구문(term)을 작성하는 하나의 규칙은 여러 가지 방법으로 해당 구문에 적용될 수 있다. 또한 복수의 규칙이 적용될 수도 있다. 재작성 시스템은 하나의 구문을 다른 구문으로 수정하는 알고리즘을 제공하는 것이 아니라 여러 규칙을 묶어 제공한다. 적절한 알고리즘을 구성하는 규칙들의 집합은 컴퓨터 프로그램 그 자체 혹은 몇몇 항 재작성(term-rewriting) 기반 선언 프로그래밍 언어로 간주되기도 한다.

## 간단한 예제
논리학에선, CNF를 결정하는 절차를 재작성을 통해 표현할 수 있다.
{\displaystyle \neg \neg A\to A}
{\displaystyle \neg (A\land B)\to \neg A\lor \neg B} (드 모르간의 법칙)
{\displaystyle \neg (A\lor B)\to \neg A\land \neg B}
{\displaystyle (A\land B)\lor C\to (A\lor C)\land (B\lor C)} (분배법칙)
{\displaystyle A\lor (B\land C)\to (A\lor B)\land (A\lor C)},
여기서 ({\displaystyle \to }) 기호는 좌측 규칙이 우측 규칙으로 재작성 가능함을 나타낸다. 이러한 시스템에서, 재작성은 좌측의 규칙을 우측의 규칙으로 해석하는 논리의 작동이다.

## 추상 재작성 시스템
이상의 예제를 볼 때, 재작성 시스템은 추상적인 표현을 통해 이해할 수 있다. 추상적인 표현을 구체화하기 위해서는 이들 객체(object) 및 규칙(rule)들의 집합을 구체화하는 것이 필요하다. 일반적으로, 대부분 이러한 개념의 일차원적인 환경은  추상 소거 시스템(abstract reduction system, ARS)이라 한다. 최근 관련 서적의 저자들은 추상 재작성 시스템이라고도 한다.
다음 예제를 통해 이해해보자. T = {a, b, c} 인 객체 T가 존재하고, a → b, b → a, a → c, b → c 와 같은 이진 관계를 정의하는 규칙들이 존재한다고 하자. (규칙들을 보면 a랑 b가 모두 c와 관계가 있다는 것이 중요한 특징이다.) 또한, c는 위 시스템에서 가장 단순한 형태의 구문(term)이라 할 수 있다. 왜냐하면 이상의 어떠한 구문들도 c로는 재작성될 수 있지만, c는 어떠한 형태로도 재작성될 수 없기 때문이다. 이를 통해 가장 기초적인 개념을 이해할 수 있다.

## 같이 보기
- 컴파일러
- L-system
- 참조 투명성

## 참조
1. ↑  Bezem et al, p. 7,
2. ↑  Baader and Nipkow, pp. 8-9